# Perőcsény
Perőcsény (szlovákul: Perovčany) község Pest vármegyében, a Szobi járásban. 

## Fekvése
A Börzsöny északnyugati lábánál elhelyezkedő völgykatlanban fekszik. Területének domborzata változatos. Közigazgatási határának északi részén végighúzódik az 1201-es út és a Tésát kiszolgáló 12 114-es út is, de a település központjába csak a 12 115-ös út vezet.

## Nevének eredete
A szláv eredetű Prečani szóból származik, melynek magyar jelentése túlsó parton lakók.

## Története
A 13. század végén a vidék mint az ipolyviski vár tartozéka a gróf Cseszneky család birtoka volt. Elsőként egy 14. század végéről származó, 1398-ban átírt oklevél említi Pereuchean néven, de a középkori oklevelek még Preuchan és Preuchen néven is említik. 1419-ben vásárhely. 1592-ben már református gyülekezete is volt, lelkipásztoruk ekkor Corvin Éliás. Az ellenreformáció idején 1674-ben, a pozsonyi vértörvényszék elé idézett Szokolai Pál lelkipásztort valószínűleg nem sújtotta büntetés, mivel egy későbbi okirat szerint még 1680-ban is a református gyülekezet élén állt. A reformátusok templomát 1700-ban elkobozták. A 18. század kezdetén lakosainak többsége magyar, harmada-negyede pedig szlovák nemzetiségű volt.

### Salgóvár
A falutól délkeletre mintegy négy kilométerre a Börzsöny Várbérc nevű 715 méter magas csúcsán állt egykor Salgóvár, amely nem azonos a Salgótarjánnak is nevet adó Nógrád vármegyei, ismertebb Salgó várával. A várat feltehetőleg a Hontpázmány nemzetségből származó Salgó építtette a 13. század második felében. Salgó várát első ízben 1386-ban említi okirat, ekkor királyi birtok, majd 1394-ben, amikor Szécsényi Kónyafi Simon volt birtokosa. Halála után a várat fia, Salgói Miklós örökölte, akit 1419-ben említenek uraként. Salgói Miklós azonban hamis pénzt veretett, és Garai János temesi és pozsegai ispán feleségével, Hedvig hercegnővel házasságtörő viszonyt folytatott. E bűntettei miatt hűtlenségbe esett, ezért birtokait elkobozták, Salgó várát pedig 1424-ben lerombolták Luxemburgi Zsigmond király utasítására. Amikor 1437-ben az uradalmat Lévai Cseh Péter zálogba megszerezte, a várat már nem említik. A hegy csúcsán ma csak csekély falmaradványai láthatók, viszont sziklacsúcsáról gyönyörű kilátás nyílik a Börzsöny belsejére.

## Közélete

### Polgármesterei
- 1990–1994: Együd László (független)[4]
- 1994–1998: Együd László (független)[5]
- 1998–2002: Gembolya Irma (független)[6]
- 2002–2006: Gembolya Irma (független)[7]
- 2006–2010: Gembolya Irma (független)[8]
- 2010–2014: Gembolya Irma (független)[9]
- 2014–2019: Gembolya Irma (független)[10]
- 2019–2024: Együd László (független)[11]
- 2024– : Darányi László (független)[1]

## Népesség
A település népességének változása:
| Lakosok száma | 289  | 282  | 289  | 313  | 322  | 354  | 356  |
|               | 2013 | 2014 | 2018 | 2021 | 2022 | 2023 | 2024 |

A 2011-es népszámlálás során a lakosok 97,8%-a magyarnak, 1% németnek, 0,6% szerbnek mondta magát (2,2% nem nyilatkozott; a kettős identitások miatt a végösszeg nagyobb lehet 100%-nál). A vallási megoszlás a következő volt: római katolikus 13,5%, református 68,6%, evangélikus 0,6%, görögkatolikus 0,3%, felekezeten kívüli 7,7% (6,4% nem nyilatkozott).
2022-ben a lakosság 93,5%-a vallotta magát magyarnak, 1,9% németnek, 1,6% szlováknak, 0,6% horvátnak, 0,3% örménynek, 0,3% szerbnek, 0,3% cigánynak, 0,3% románnak, 3,7% egyéb, nem hazai nemzetiségűnek (6,5% nem nyilatkozott; a kettős identitások miatt a végösszeg nagyobb lehet 100%-nál). Vallásuk szerint 40,1% volt református, 17,7% római katolikus, 1,6% evangélikus, 0,3% ortodox, 0,6% egyéb keresztény, 0,9% egyéb katolikus, 14,3% felekezeten kívüli (24,5% nem válaszolt).

## Nevezetességei
- Salgóvár romjai
- A faluba vezető út mellett található pincesor.
- Középkori eredetű temploma a 17. század kezdetétől a reformátusoké lett. 1680-ban fakarzattal látták el. 1857-ben teljesen átépítették.
- Az első világháború perőcsényi áldozatainak emlékműve a templom közelében.
- A két világháború perőcsényi áldozatainak főtéren álló emlékművét 1994-ben adták át.
- Emléktábla Együd Árpád szülőházán.

## Híres emberek
- Itt született 1896. május 16-án Fóti Mihály, születési nevén Fischmann Miksa  orvos, radiológus, orvostörténész.[forrás?]
- Itt született 1921. január 30-án Együd Árpád néprajzkutató.[forrás?]

## Képtár

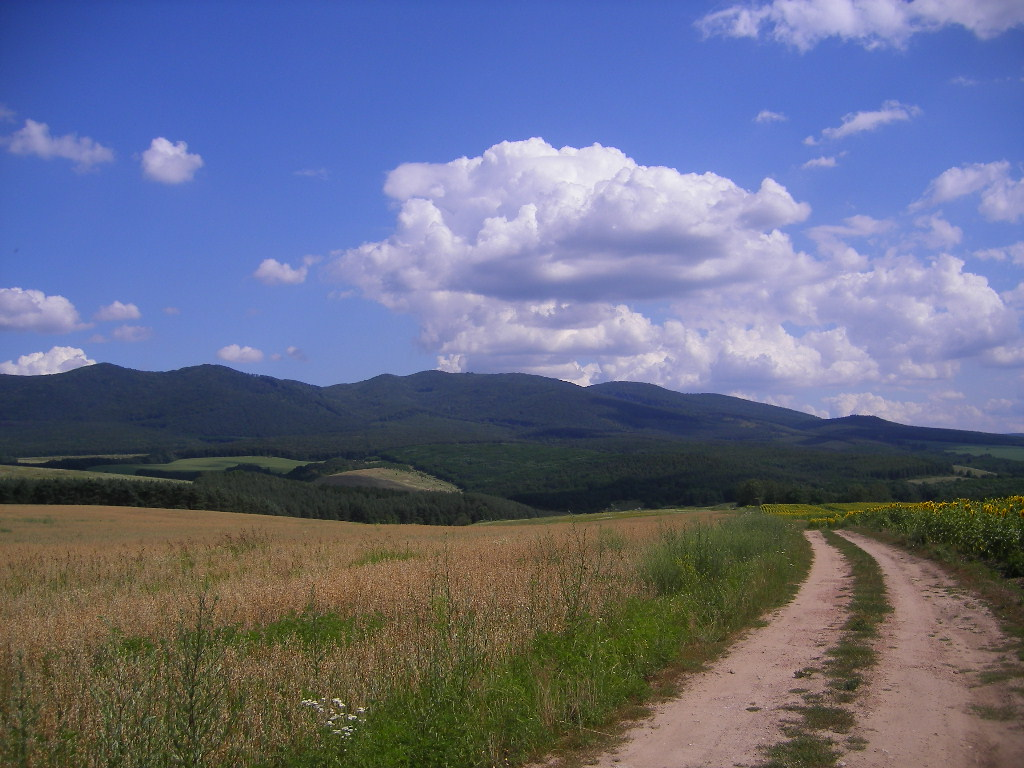
A Börzsöny látképe Perőcsénytől délre
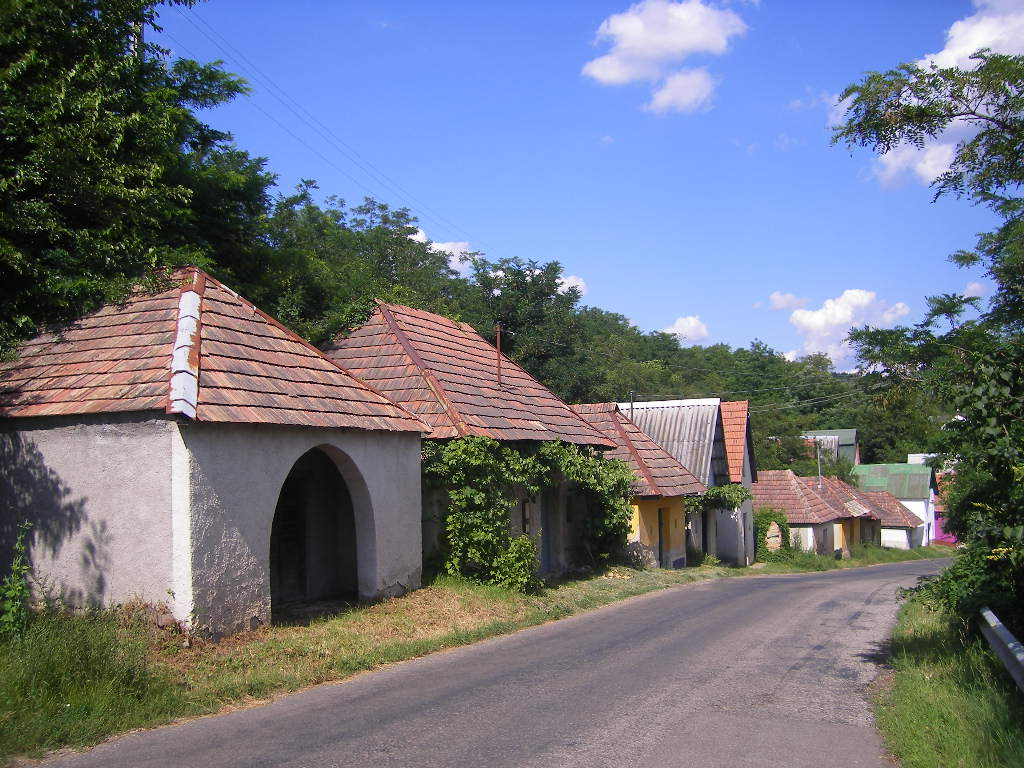
A perőcsényi pincesor
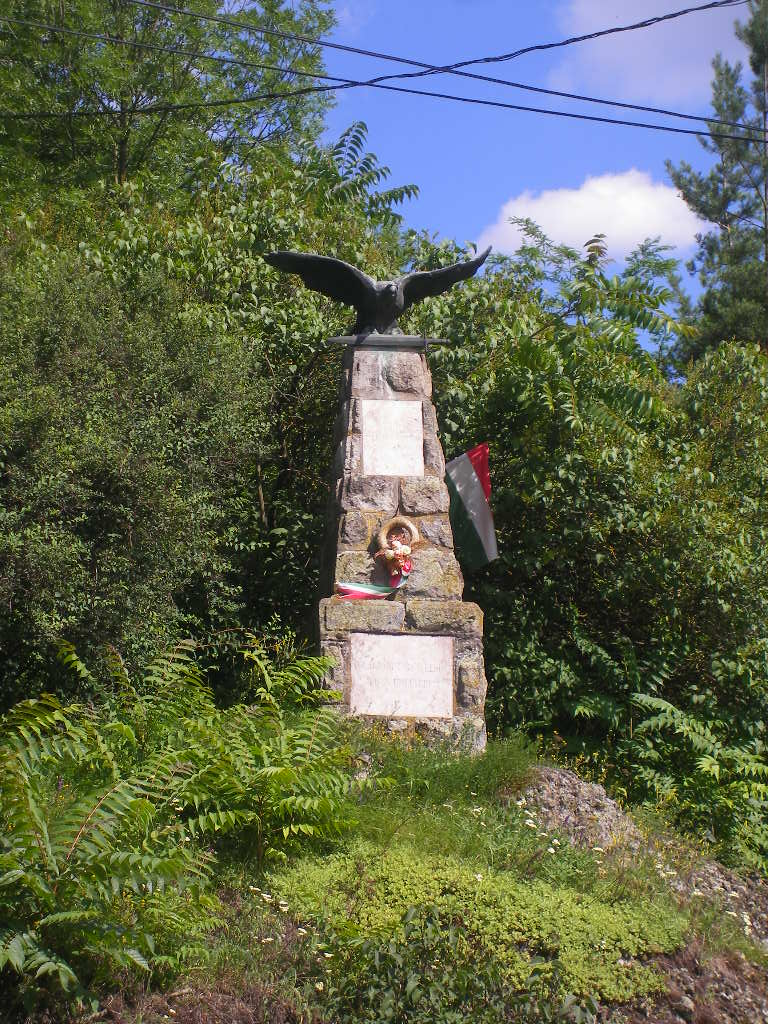
Első világháborús emlékmű
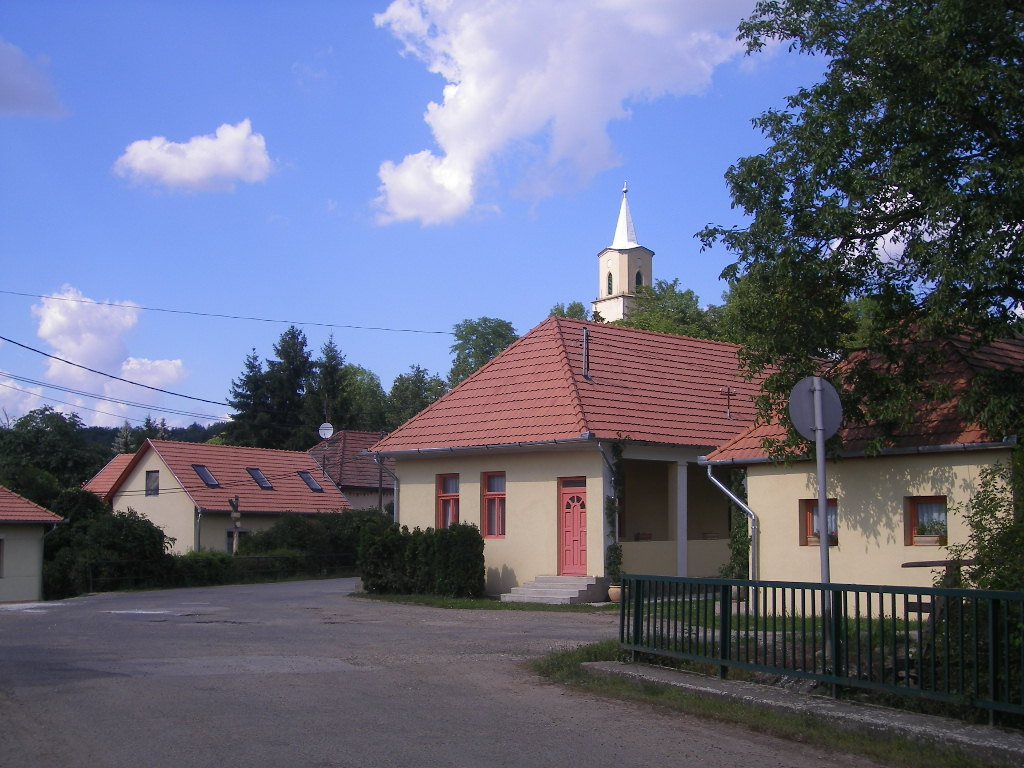
Rákóczi utca
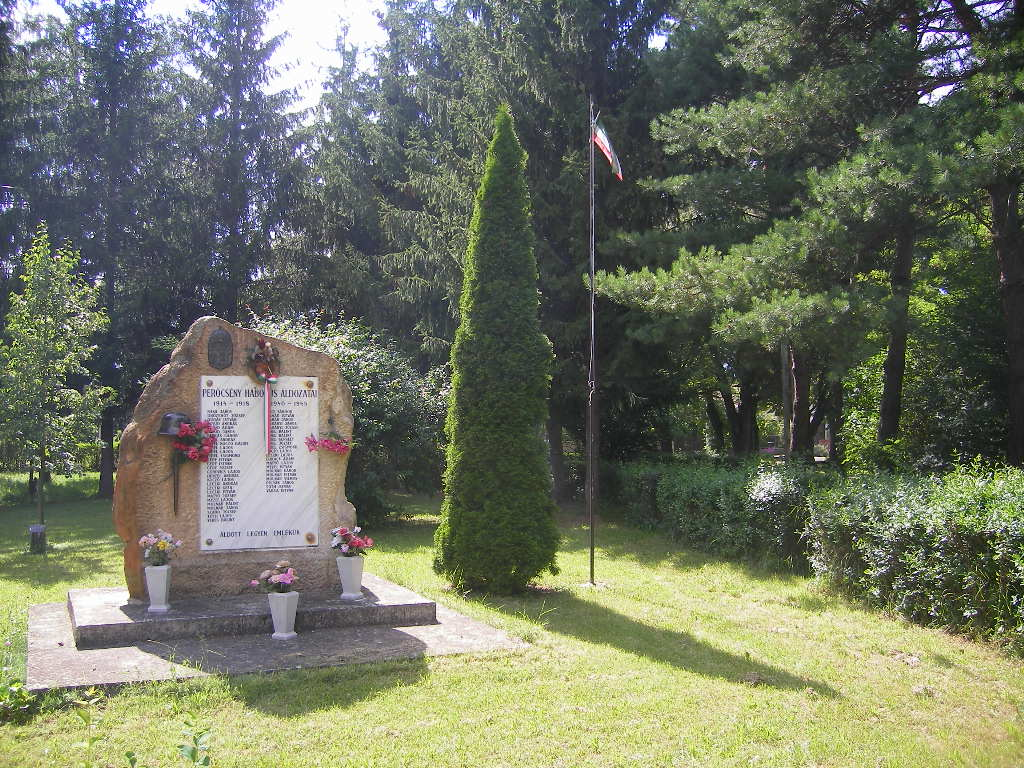
Világháborús emlékmű
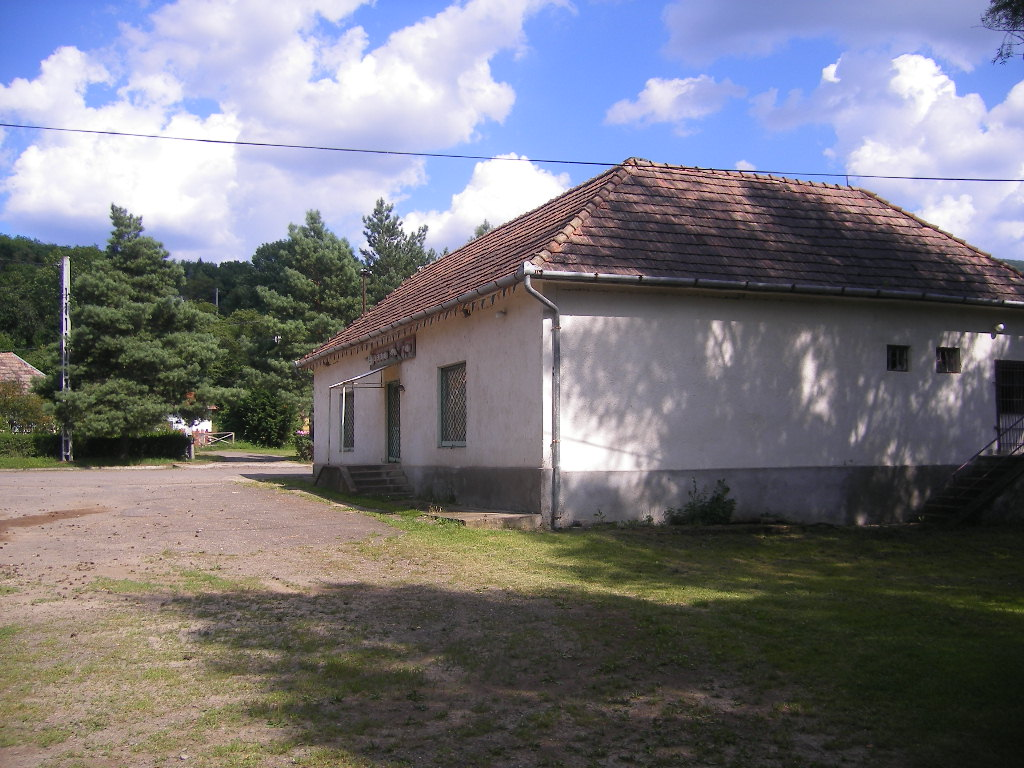
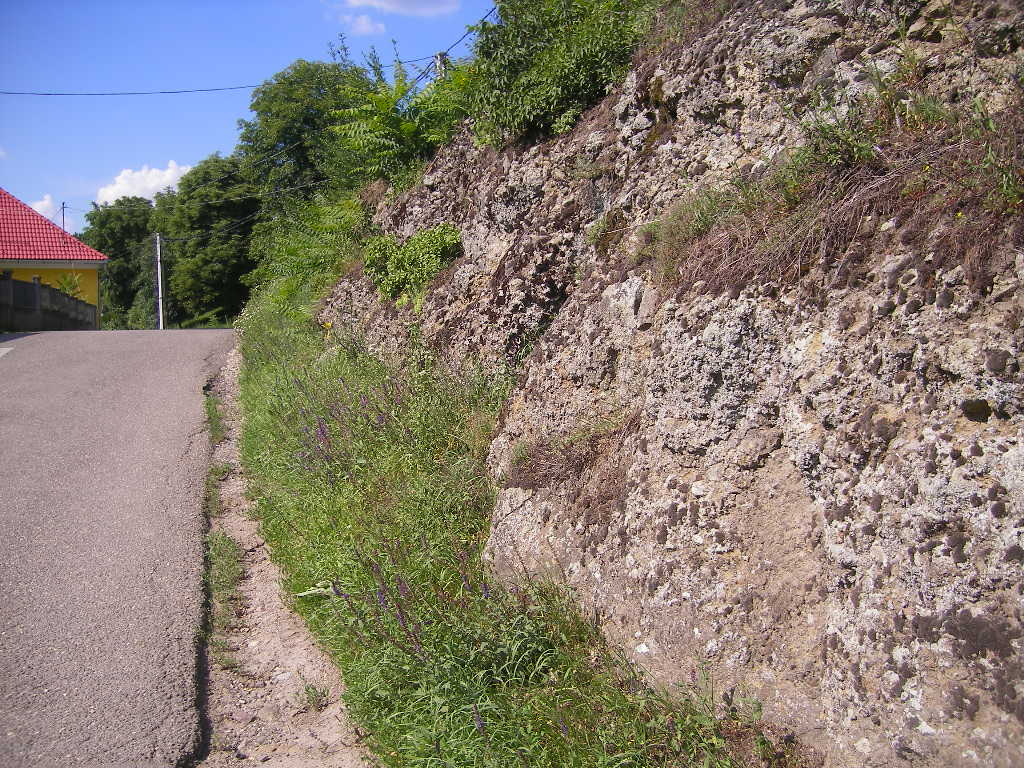
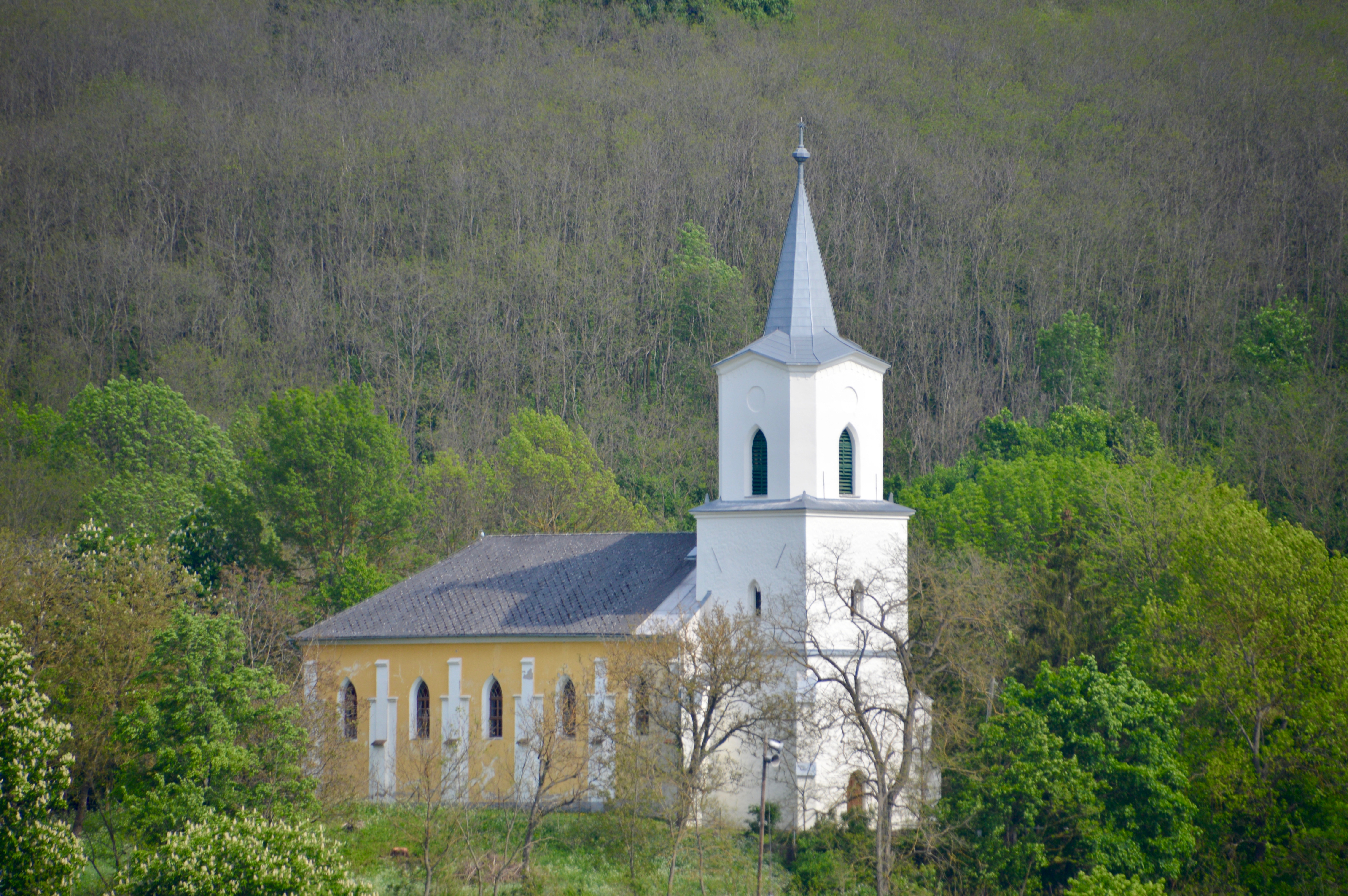
Református templom
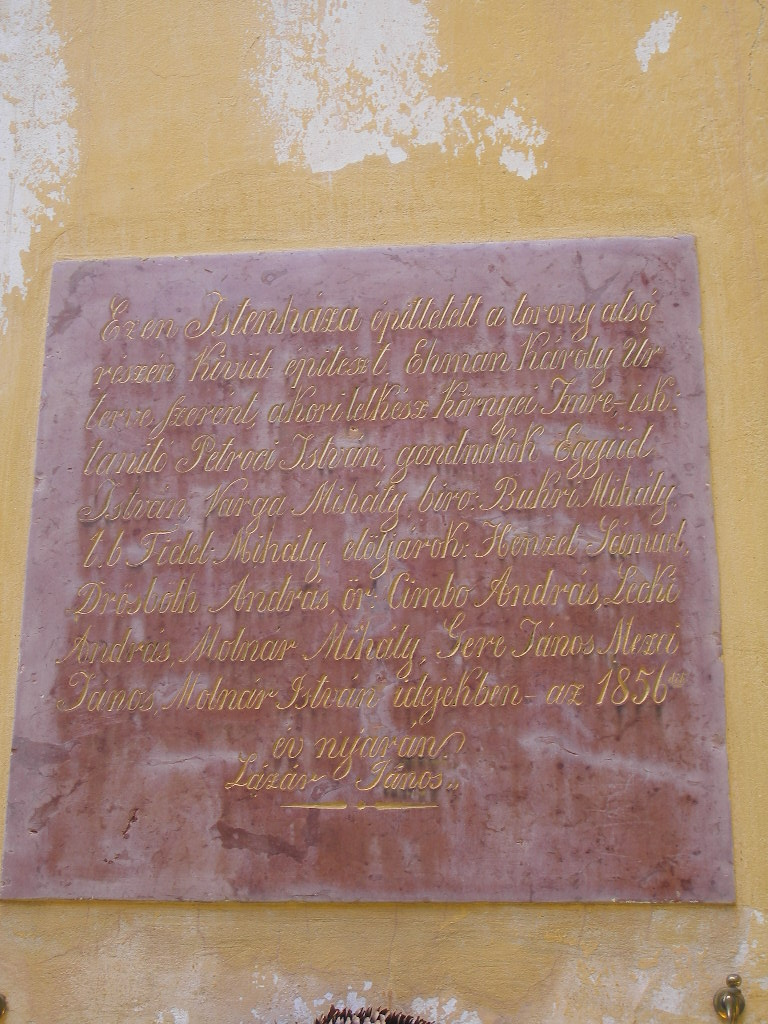
Emléktábla a református templom falán
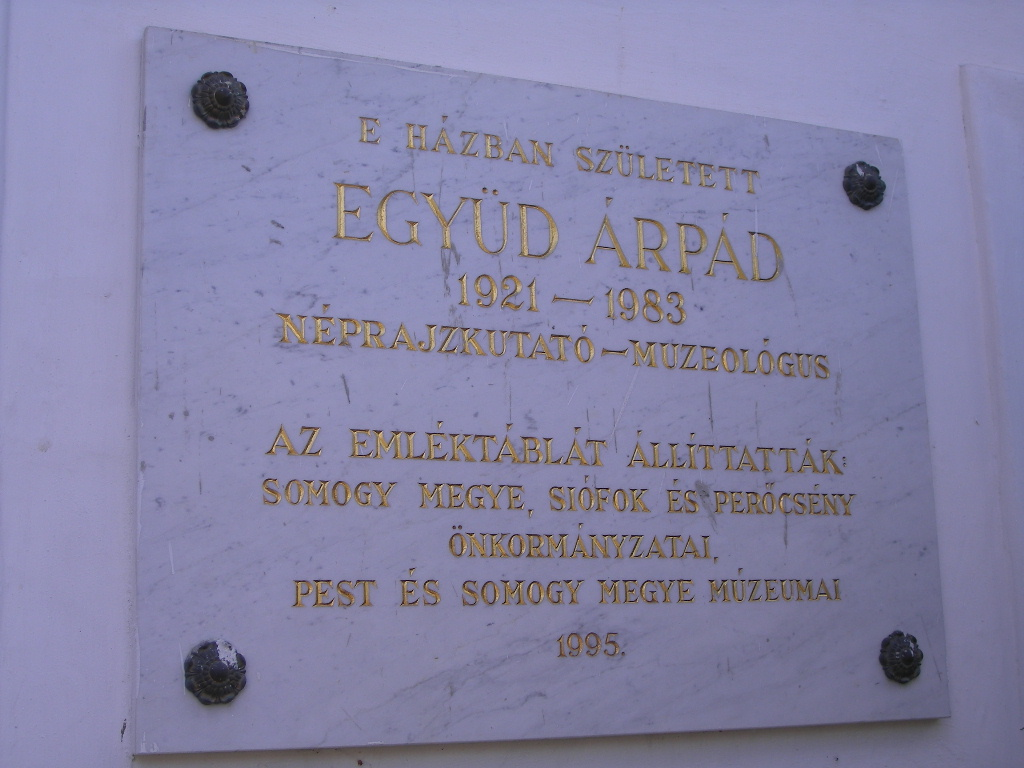
Együd Árpád emléktáblája
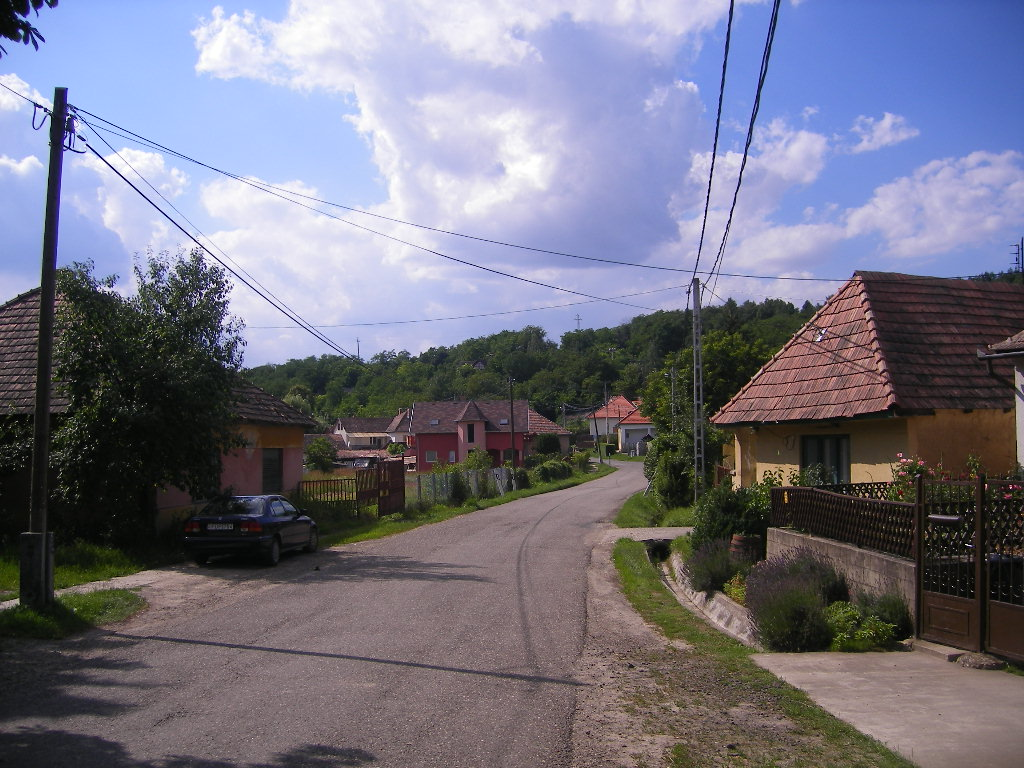
Kossuth utca
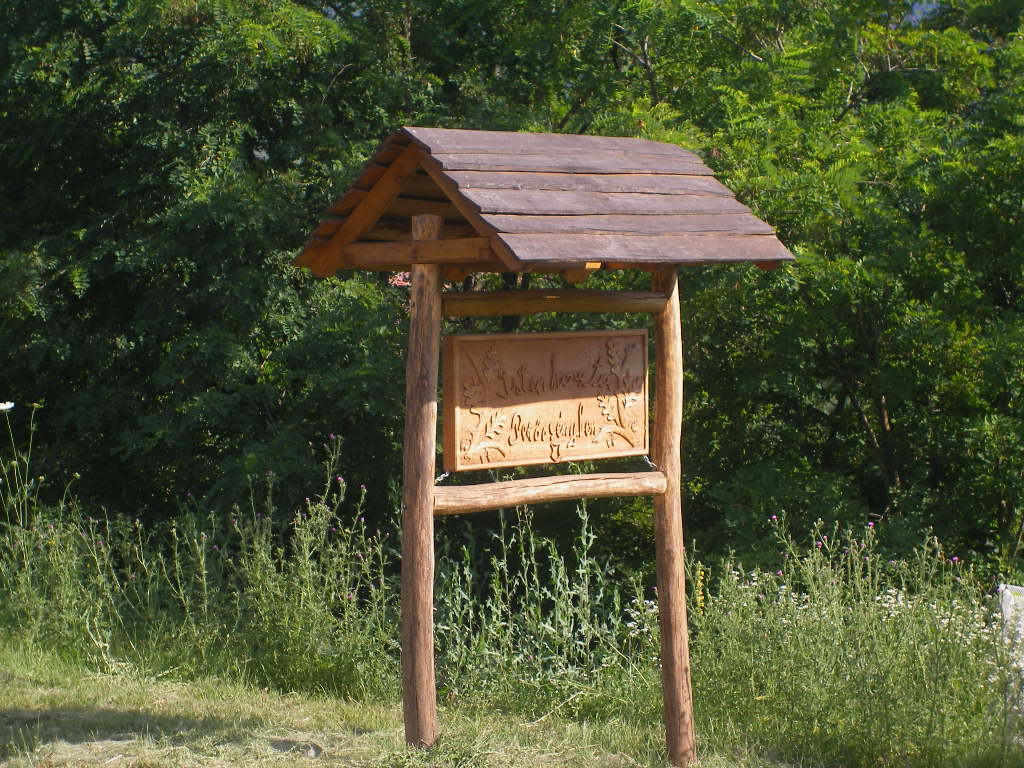
Üdvözlőtábla
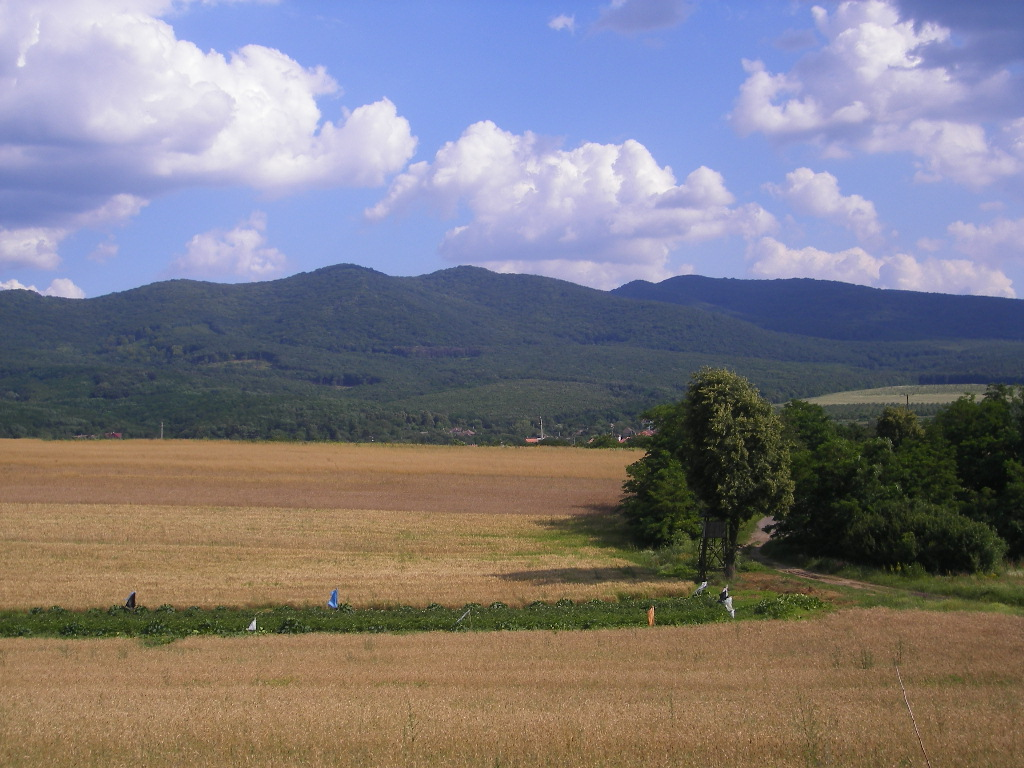
Látkép a falutól nyugatra
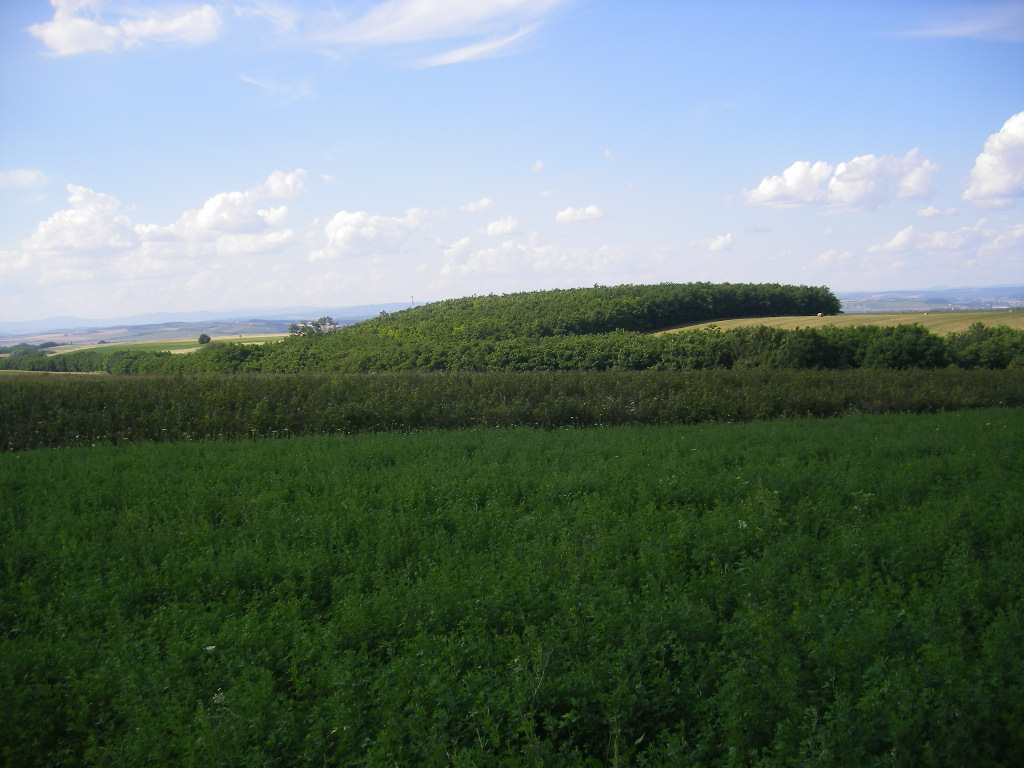
Táj Perőcsény és Kemence határán